# تخطيط المعلومات

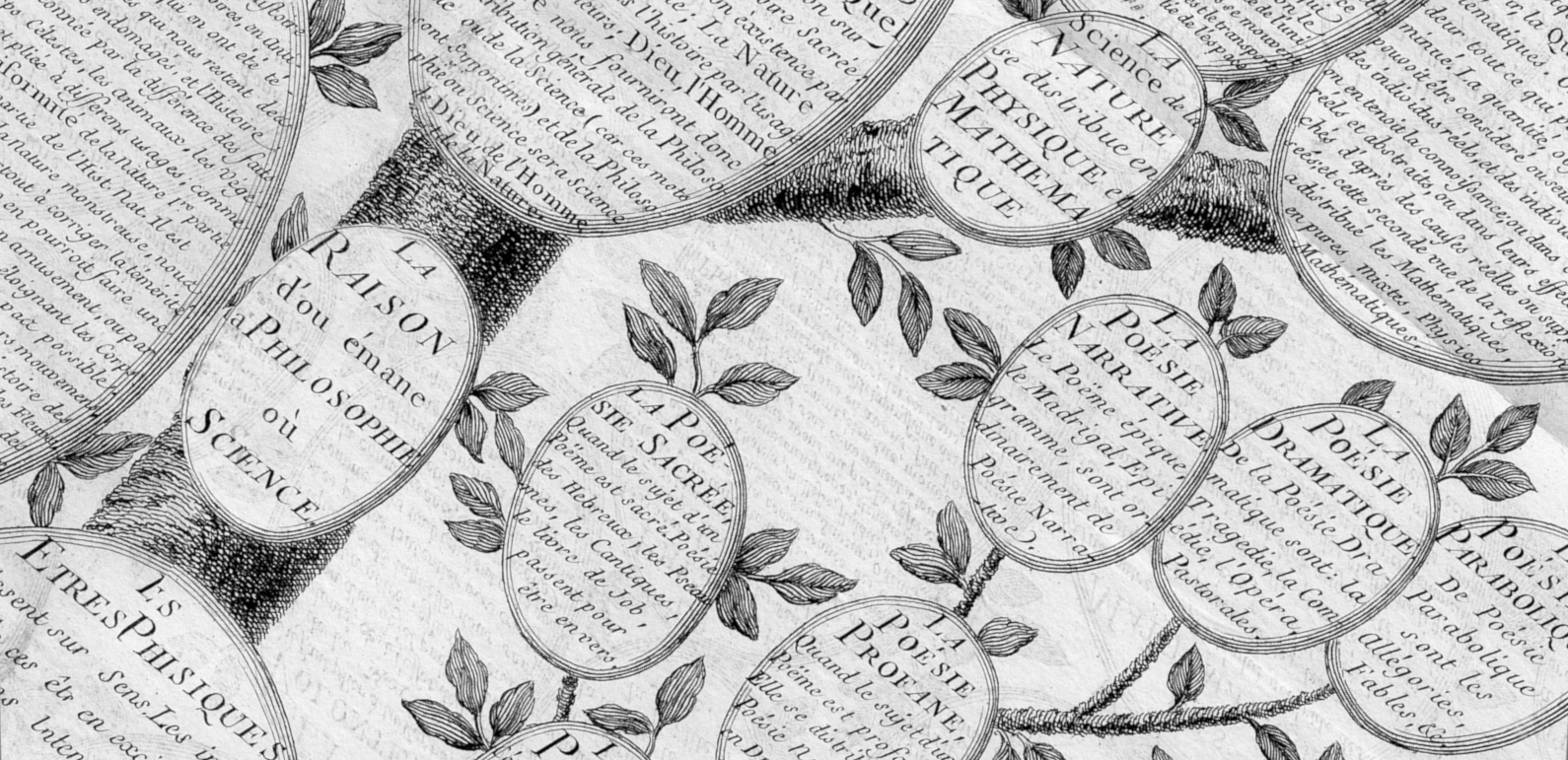

تخطيط المعلومات هي طريقة تستند إلى البحث لكتابة معلومات واضحة تركز على المستخدم بناء على احتياجات الجمهور والغرض من المعلومات يتم تطبيق الطريقة بشكل أساسي على تصميم الأعمال وتطويرها الفني يتم استخدامه كمعيار محتوى داخل المؤسسات في كافة أنحاء المؤسسة العالم.

## نظرة عامة حول طريقة تخطيط المعلومات
طريقة رسم خرائط المعلومات هي منهجية قائمة على البحث تستخدم لتحليل المعلومات وتنظيمها وتقديمها بناءً على احتياجات الجمهور والغرض من المعلومات. تنطبق هذه الطريقة على كل المواضيع وتكنولوجيا الوسائط. ويربط تخطيط المعلومات بشكل وثيق بتصور المعلومات، وبنية المعلومات، وتصميم الرسومات، وتصميم المعلومات، وتحليل البيانات، وتصوّر البيانات، وتصميم التجربة، وتصميم واجهة المستخدم الرسومية، وأنظمة إدارة المعرفة.

## مكونات الطريقة
وفر تخطيط المعلومات عددًا من الأدوات لتحليل المعلومات وتنظيمها وتقديمها

### أنواع المعلومات
| نوع المعلومات | وصفها                                                                              |
| ------------- | ---------------------------------------------------------------------------------- |
| الاجراء       | مجموعة من الخطوات يقوم الفرد بإكمالها مهمة واحدة                                   |
| المعالجة      | سلسلة من الأحداث أو المراحل أو المراحل التي تحدث مع مرور الوقت والتي لها ناتج محدد |
| المبدا        | عبارة مصممة لإملاء، إرشاد أو طلب سلوك                                              |
| مفهوم         | صف أو مجموعة من الأشياء التي تشترك في مجموعة حرجة من السمات                        |
| تركيب         | وصف أو تصوير لأي شيء له أجزاء أو حدود                                              |
| حقيقة         | هي عبارة يفترض أنها صحيحة                                                          |

### لمبادئ القائمة على البحث
وتقترح طريقة تخطيط المعلومات ستة مبادئ لتنظيم المعلومات بحيث يسهل الوصول إليها وفهمها وتذكرها
| المبدا                          | الوصف |
| ------------------------------- | --- |
| تقسيم                           | تقسيم المعلومات إلى وحدات صغيرة يمكن إدارتها |
| تحديد                           | تحديد الصلة كل وحدة من المعلومات بموضوع واحد |
| تسمية                           | تسمية كل وحدة من المعلومات بطريقة تعرّف محتوياتها |
| الاتساق                         | الاتساق في استخدام المصطلحات وكذلك في تنظيم، تنسيق المعلومات وتسلسلها |
| التفاصيل التي يمكن الوصول اليها | التفاصيل التي يمكن الوصول إليها تنظيم المعلومات وهيكلها بحيث يتمكن الأشخاص الذين يحتاجون إلى التفاصيل من الوصول إليها بسهولة، بينما لا يستطيع الأشخاص الذين لا يحتاجون إليها تخطيها بسهولة |
| الرسومات المدمجه                | تستخدم الرسومات المدمجة الرسومات الموجودة داخل النص لتوضيح الأبعاد وإبراز هذه الأبعاد وإضافتها                                                                                             |

## وحدة المعلومات
- أما الوثائق المكتوبة وفقاً لتخطيط المعلومات فتشتمل على هيكل معياري. وهي تتألف من وحدات معلومات محددة بوضوح (خرائط وكتل) تأخذ في الاعتبار كم المعلومات التي يستطيع القارئ استيعابها.
- وهناك فرق جوهري بين وحدة المعلومات والفقرة التقليدية للنص. تقتصر الكتلة على موضوع واحد وتتكون من نوع واحد من المعلومات. يتم تجميع الكتل في خرائط، وتتكون كل خريطة من كتل ذات صلة فقط. إن النهج الهرمي لتنظيم المعلومات ييسر إلى حد كبير التحكم الإلكتروني في المحتوى عبر أنظمة إدارة المحتوى وأنظمة إدارة المعرفة

## مزايا تخطيط المعلومات
- ويوفر أسلوب تخطيط المعلومات مزايا للكتاب والقراء، وكذلك للمؤسسة بأكملها

### مزايا الكتاب
يوفر تخطيط المعلومات هذه المزايا للكتاب:
- نهج منظم سهل التعلم لمهمة الكتابة التي كانت تعلم، لتمكين الكتّاب من تقليل وقت العمل والبدء بالكتابة على الفور
- نهج مستقل وموضوع يمكن تطبيقه على كل المحتوى المتعلق بالأعمال أو المحتوى التقني
- معيار محتوى يسهل بشكل كبير من كتابة الفريق وإدارة مشاريع الكتابة
- إنتاجية محسّنة للكاتبة، مع وقت أقل مطلوب لتطوير المسودات واستعراضها، و
- تحديث المحتوى ومراجعته بسهولة طوال دورة حياته

### مزايا للقراء
يوفر تخطيط المعلومات هذه المزايا للقراء:
- وصول سريع وسهل إلى المعلومات على المستوى المناسب من التفاصيل، حتى لجماهير متنوعة
- تحسين الفهم
- أخطاء وسوء فهم أقل
- أسئلة أقل للمشرفين،
- دورات تدريبية أقصر، حاجة أقل لإعادة التدريب

### مزايا المؤسسات
كما يمكن للمؤسسة بأكملها الاستفادة من استخدام معيار محتوى مثل تخطيط المعلومات إذا تم استخدام الأسلوب مع وضع الأهداف التالية في الاعتبار:
- زيادة الإيرادات من خلال تقليل الوقت لإنشاء المحتوى وتسريع الوقت المستغرق في السوق
- تخفيض التكلفة من خلال الحصول على معرفة الموظفين، زيادة الكفاءة التشغيلية، وتقليل مكالمات الدعم، وخفض تكاليف الترجمة
- تخفيف المخاطر من خلال زيادة السلامة والامتثال

## التاريخ
تم تطوير رسم خرائط المعلومات في أواخر القرن العشرين من قبل روبرت إي هورن، الباحث في العلوم المعرفية والسلوكية. وكان هورن مهتماً بالعرض المرئي للمعلومات من أجل تحسين إمكانية الوصول، والفهم، والأداء. وقد نال تطوير القرن لطريقة رسم خرائط المعلومات تقديرًا من الجمعية الدولية لتحسين الأداء وجمعية آلات الحوسبة.

### استعراض البحوث
وقد أكدت دراسات مستقلة عديدة أن تطبيق طريقة تخطيط المعلومات على الاتصالات التجارية والتقنية يؤدي إلى الوصول السريع والسهل إلى المعلومات وتحسين الفهم وتحسين الأداء. كما يسهل عملية إعادة طرح المنشورات بأشكال مختلفة.
ولقد أثيرت الشكوك حول مدى قوة أبحاث القرن الأفريقي التي يستخدمها لتبرير بعض مبادئه. على سبيل المثال، يتطلب مبدأ الفصل بين أجزاء المستند والقوائم والفقرات الفرعية والأقسام في مستند ألا تحتوي على أكثر من 7±2 قطع من المعلومات. لا يذكر القرن أين حصل على هذا المبدأ، ولكن موقع تخطيط المعلومات على شبكة الإنترنت ذكر أن المبدأ «يستند إلى بحث جورج أ. ميلر عام 1956». وقد كتب ميلر ورقة في عام 1956 بعنوان«الرقم السحري سبعة، زائد أو ناقص اثنان: بعض القيود على قدرتنا على معالجة المعلومات»، لكن صلته بالكتابة ضعيفة. قال ميللر نفسه إن بحثه لا علاقة له بالكتابة. الإصرار على أن القوائم والفقرات والأقسام الفرعية والأقسام في المستند لا تحتوي على أكثر من 7 ± 2 أجزاء من المعلومات بشكل متناقض يفترض أن حجم ما لم يقرأ في المستند يمكن أن يؤثر على قدرة القارئ على فهم ما يقرأ.

## المزيد من القراءة
- Robert E. Horn. Mapping Hypertext: The Analysis, Organization, and Display of Knowledge for the Next Generation of On-Line Text and Graphics. (ردمك 0-9625565-0-5)
- Robert E. Horn. How High Can it Fly? Examining the Evidence on Information Mapping's Method of High-Performance Communication. Note: This publication is available for download on Horn's website: Chapter One and Chapter Two.